# Wunderino Arena
El Wunderino Arena (anteriormente conocido como Sparkassen-Arena o Ostseehalle) es una arena de la ciudad de Kiel, Alemania. Posee una capacidad de 13,500 personas y es utilizada para conciertos, encuentros deportivos, congresos y ferias. Es casa del equipo de balonmano THW Kiel.

## Nombre
En 2020 la empresa de juegos de azar Wunderino.com alcanzó un acuerdo con los propietarios del recinto, en el cual se modificó el nombre a Wunderino Arena desde el 1 de julio de 2020, en un contrato de cinco años con opción a prórroga.